# Djebel Ghenim
Le djebel Ghenim (جبل غنيم), aussi orthographié djebel Ghnim ou jbel Ghnim, est une montagne du Maroc, d'une altitude de 2 411 m, située à 10 km de Béni Mellal (province de Béni-Mellal, région de Béni Mellal-Khénifra), dans le Haut Atlas.
Plus haut sommet au sud de Béni Mellal, la montagne est enneigée dès novembre[réf. souhaitée].

## Géographie
Le djebel Ghenim est situé à environ 10 kilomètres au sud de Béni Mellal et à environ 8 kilomètres au nord de Ouaouizeght. Au pied de la montagne berbère se trouve le Tizi Ghnim (« col du Ghenim » en tamazight du Maroc central) qui relie Ouaouizeght, près du lac de retenue de Bin El Ouidane, à Timoulilt, porte d'entrée de la Tadla.

## Climat
Le climat qui règne au djebel Ghenim est de type montagnard. La neige tombe en hiver et recouvre le sommet.
La neige persiste au niveau des sommets pendant plusieurs mois.

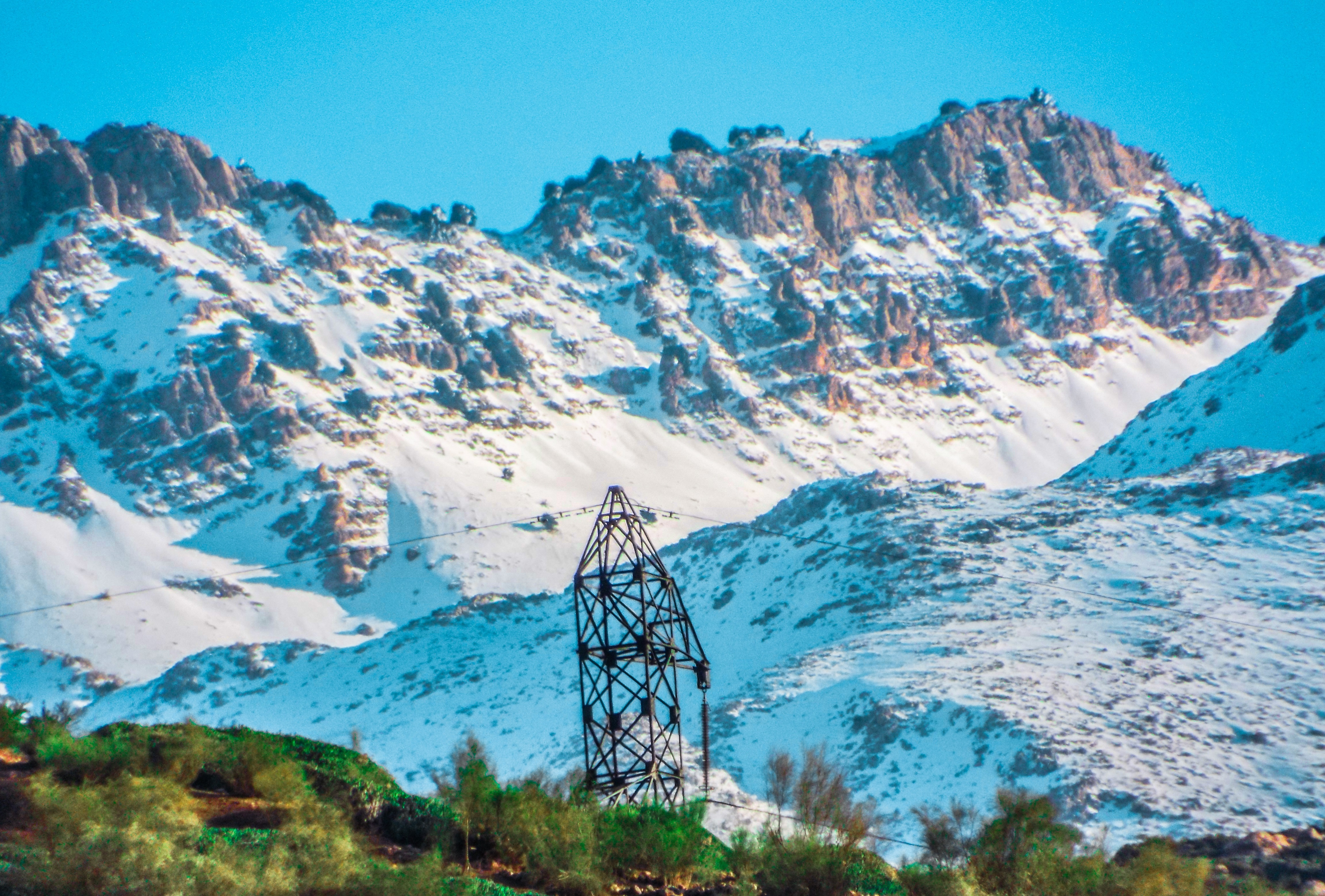
Vue du djebel Ghenim.
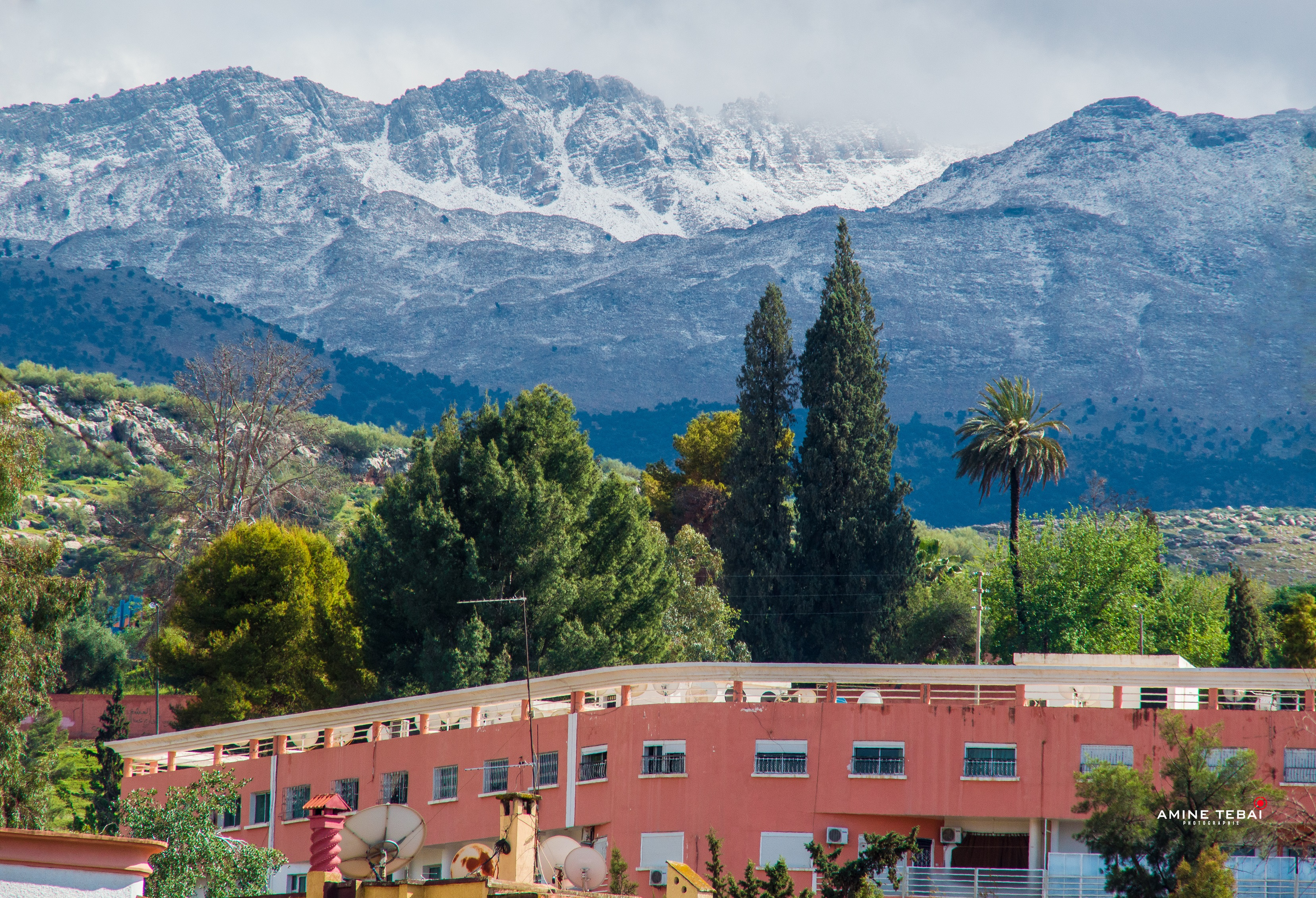
Vue du djebel Ghenim depuis Beni Mellal.